# سروتمین
سروتمین،روستایی از توابع بخش جبالبارز شهرستان جیرفت در استان کرمان ایران است.

## ریشه نام
روستای سروتمین یا به گویش محلی سرتمین از روستا های قدیمی و عهد باستان است زیرا از دو پدیده (سرو) و (تمین) تشکیل شده تمین به معنای کهنسال و معنی سروتمین به معنای درخت کهن سال می باشد. که متاسفانه به علت غفلت فرهیختگان این منطقه این سرو باستانی در حال خشک شدن می باشد استفاده از سنگ وسیمان روی ریشه های این درخت به بهانه ساختن زیارت علت این امر می باشد

## جاذبه های گردشگری
چشم اندازهای زیبا و بکر روستای سروتمین بخش جبالبارز، این روستا را به یکی از مکانهای دیدنی گردشگری جنوب استان کرمان تبدیل کرده است. طبیعت منحصر به فرد و تپه‌های اطراف روستا، زیبایی خاصی به این منطقه بخشیده و هم‌چنین این روستا از آب و هوای بسیار لطیفی برخوردار می باشد.
از دیگر جاذبه های گردشگری این روستا میتوان به حضور درخت سرو کهنسال این روستا اشاره کرد که کارشناسان عمری بیش از ۱۰۰۰ سال را برای این درخت تخمین زده اند.
و باعث تاسف است که این درخت بدست خودمان درحال از بین رفتن است اگر بازدیدی از سرو ابرقو داشته باشید می بینید پای درخت کلا با خاک وچمن حفاظت شده و سر سبز و بانشاط است . اما سرو ما با سیمان وسنگ و موزائیک و فنس در حال خشک شدن است .

## محصولات کشاورزی
مهمترین باغ‌های این روستا را درختان کهنسال گردو، بادام، هلو، سیب، زردآلو، گیلاس، گلابی و ... تشکیل می‌دهد.

## جمعیت
این روستا در دهستان سغدر قرار دارد و براساس سرشماری مرکز آمار ایران در سال ۱۳۸۵، جمعیت آن ۷۰ نفر (۲۸خانوار) بوده‌است.

## فرهنگ
از مهمترین ویژگی‌های روستای سروتمین رشد و ظهور نیروی انسانی تحصیلکرده و کارآمد است. لازم به بیان است، مردم این روستا بسیار فرهنگ‌دوست و اهل شعر و شاعری اند.

## مشکلات و نیاز ها
از مهم مشکلات روستای سروتمین می توان به عدم دسترسی به آب آشامیدنی سالم اشاره کرد.با توجه به وجود منابع آبی نسبتا مطلوب در روستا اما همواره آب آشامیدنی سالم در این روستا در دسترس نیست.
نبود مراکز آموزشی، بهداشتی، فرهنگی و رفاهی همواره جز معضلات و نیاز های این روستا بوده است.

### دهیاری

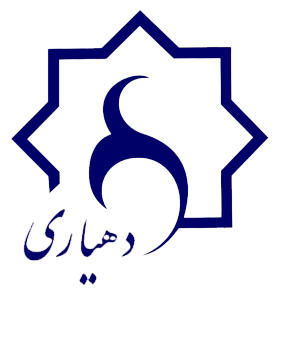
نشان واره دهیاری سروتمین

### شورای اسلامی

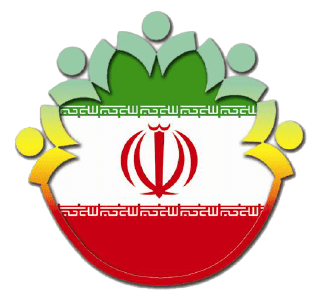
نشان واره شورای اسلامی روستای سروتمین

## دهیاری و شورای اسلامی

### دهیاری[۴]
حسین افتخاری-دهیار